# Stope
Stope – wieś w Słowenii, w gminie Velike Lašče. W 2018 roku liczyła 51 mieszkańców.